# Wilhelm Baumgarten (Politiker, 1913)
Wilhelm Baumgarten (* 6. November 1913 in Groß Lafferde; † 25. Dezember 1996 in Göttingerode) war ein deutscher Politiker (SPD).

## Leben und Beruf
Nach dem Abitur 1933 am Reformgymnasium in Peine studierte Baumgarten bis 1936 Erziehungswissenschaften an der Technischen Universität Braunschweig. Er war bis 1939 Volksschullehrer in Blankenburg, Wieda, Rübeland und Göttingerode. Von 1939 bis 1945 diente er bei der Luftwaffe. In Göttingerode geriet Baumgarten in Kriegsgefangenschaft. Nach dem Ende des Zweiten Weltkrieges war er von 1945 bis 1959 Hauptlehrer und Leiter der Volksschule Göttingerode. 1962 wurde er Mitglied im Aufsichtsrat der Baugenossenschaft Wiederaufbau, dessen Vorsitz er 1978 übernahm und bis 1989 innehatte. Baumgarten schrieb Bücher über die Geschichte seines Heimatdorfes Groß Lafferde und über den kommunalen Zusammenschluss zur Stadt Bad Harzburg.

## Politik
Im Mai 1933 trat Baumgarten der SA und dem NS-Lehrerbund bei sowie im Sommer des Jahres dem Nationalsozialistischen Deutschen Studenten-Bund und der Deutschen Studentenschaft. Darüber hinaus übte er das Amt eines Zellenwalters im NS-Lehrerbund aus. Zum 1. Mai 1937 trat er der NSDAP bei (Mitgliedsnummer 5.186.481). Bei seiner Entnazifizierung gab Baumgarten an, in SA und NS-Lehrerbund eingetreten zu sein, „um das begonnene Studium der Erziehungswissenschaften fortsetzen zu können, vor allem aber um ein Stipendium zu bekommen“ (zitiert bei Glienke, S. 108).
Nach dem Krieg war Baumgarten Mitglied der SPD. Er war seit 1952 Ratsmitglied in Harlingerode und amtierte von 1952 bis 1967 als Bürgermeister der Gemeinde, die aus den Dörfern Harlingerode und Göttingerode bestand. Hier arbeitete er auch mit seinem Parteikollegen und späteren Präsidenten des Niedersächsischen Städtetages, Horst Voigt, zusammen. Von 1956 bis 1974 gehörte er dem Kreistag von Wolfenbüttel beziehungsweise nach der Gebietsreform in Niedersachsen dem Kreistag von Goslar an. Baumgarten wurde Mitglied des Niedersächsischen Landtages in der 4. bis 8. Wahlperiode vom 6. Mai 1959 bis 20. Juni 1978.
1966/67 war er Vorsitzender der SPD-Landtags-Fraktion, von 1967 bis 1974 Präsident des Niedersächsischen Landtages und von 1974 bis 1978 dessen Vizepräsident. 1977 wählte ihn der Kreistag des Landkreises Goslar zum Landrat, dieses Amt hatte Baumgarten bis November 1981 inne.
Am 25. Dezember 1996 starb Wilhelm Baumgarten im Ortsteil Göttingerode von Bad Harzburg.

## Ehrungen
- Niedersächsische Landesmedaille, 1978

## Schriften
- Der historische Hintergrund des Groß Lafferder Bauernthings. In: Peiner Allgemeine Zeitung (Hrsg.): Peiner Heimatkalender 11 (1981). Druckhaus A. Schlaeger GmbH & Co. KG, Peine, 1981, S. 65–69.
- Sag mir wo die Mühlen sind. Einst gab es 13 Wassermühlen an der Fuhse. In: Peiner Allgemeine Zeitung (Hrsg.): Peiner Heimatkalender 12 (1982). Druckhaus A. Schlaeger GmbH & Co. KG, Peine, 1982, S. 41–47.
- Die Herrschaft wechselte, Peine blieb. Überblick über die Landeszugehörigkeit von Stadt und Region im Wandel der deutschen Geschichte. In: Peiner Allgemeine Zeitung (Hrsg.): Peiner Heimatkalender 13 (1983). Druckhaus A. Schlaeger GmbH & Co. KG, Peine, 1983, S. 107–112.
- Opposition gegen den Ständestaat im Peiner Land um 1848. In: Peiner Allgemeine Zeitung (Hrsg.): Peiner Heimatkalender 14 (1984). Druckhaus A. Schlaeger GmbH & Co. KG, Peine, 1984, S. 79–86.
- Viel feine Leute erzogen. Vor 400 Jahren gründeten die Groß Lafferder ihre Schule. In: Peiner Allgemeine Zeitung (Hrsg.): Peiner Heimatkalender 15 (1985). Druckhaus A. Schlaeger GmbH & Co. KG, Peine, 1985, S. 93–97.
- Gestaltungsfaktor der Fuhseregion. Der Landkreis Peine ging aus der verordneten Ehe zwischen den Stiftern und Heidjern hervor. In: Peiner Allgemeine Zeitung (Hrsg.): Peiner Heimatkalender 16 (1986). Druckhaus A. Schlaeger GmbH & Co. KG, Peine, 1986, S. 29–39.
- Der Torhof in Groß Lafferde. Beispiel ostfälischer Hofentwicklung. In: Peiner Allgemeine Zeitung (Hrsg.): Peiner Heimatkalender 17 (1987). Druckhaus A. Schlaeger GmbH & Co. KG, Peine, 1987, S. 63–70.
- Der Lafferder Markt ging ins dritte Jahrhundert seiner Geschichte. In: Peiner Allgemeine Zeitung (Hrsg.): Peiner Heimatkalender 18 (1988). Druckhaus A. Schlaeger GmbH & Co. KG, Peine, 1988, S. 98–106.
- Flurbereinigung in Groß Lafferde – eine Nachbesserung der Verkoppelung 120 Jahre danach. In: Peiner Allgemeine Zeitung (Hrsg.): Peiner Heimatkalender 19 (1989). Druckhaus A. Schlaeger GmbH & Co. KG, Peine, 1989, S. 135–140.
- Einst Überbau der bäuerlichen Betriebe. Die Ablösung der uralten markgenössischen Ordnung in den Peiner Dörfern. In: Peiner Allgemeine Zeitung (Hrsg.): Peiner Heimatkalender 20 (1990). Druckhaus A. Schlaeger GmbH & Co. KG, Peine, 1990, S. 107–114.
- Die westfälische Zeit in Groß Lafferde. Ein kurzes nicht nur negatives Zwischenspiel. In: Peiner Allgemeine Zeitung (Hrsg.): Peiner Heimatkalender 22 (1992). Druckhaus A. Schlaeger GmbH & Co. KG, Peine, 1992, S. 53–60.
- Vorgeschichtliche Bodenfunde in der Gemarkung Groß Lafferde. In: Peiner Allgemeine Zeitung (Hrsg.): Peiner Heimatkalender 23 (1993). Druckhaus A. Schlaeger GmbH & Co. KG, Peine, 1993, S. 99–108.
- Die Groß Lafferder und ihre leidvollen Erfahrungen mit der Burg Steinbrück. In: Peiner Allgemeine Zeitung (Hrsg.): Peiner Heimatkalender 24 (1994). Druckhaus A. Schlaeger GmbH & Co. KG, Peine, 1994, S. 61–68.
- Die Kapelle und der Kapellenhof in Groß Lafferde. In: Peiner Allgemeine Zeitung (Hrsg.): Peiner Heimatkalender 25 (1995). Druckhaus A. Schlaeger GmbH & Co. KG, Peine, 1995, S. 79–85.
- Warum die Groß Lafferder ihre Kinder einst über dem Fuhsebett taufen ließen. In: Peiner Allgemeine Zeitung (Hrsg.): Peiner Heimatkalender 26 (1996). Druckhaus A. Schlaeger GmbH & Co. KG, Peine, 1996, S. 47–52.
- Von den Anfängen des fosischen Bauerndorfes bis zum Realverband Feldmark Groß Lafferde. In: Peiner Allgemeine Zeitung (Hrsg.): Peiner Heimatkalender 27 (1997). Druckhaus A. Schlaeger GmbH & Co. KG, Peine, 1997, S. 53–58. (posthum erschienen)
- Groß Lafferder Weg vom Bauerndorf zur Arbeiter-Wohngemeinde. In: Peiner Allgemeine Zeitung (Hrsg.): Peiner Heimatkalender 28 (1998). Druckhaus A. Schlaeger GmbH & Co. KG, Peine, 1998, S. 121–125. (posthum erschienen)